# Cinygmula subaequalis
Cinygmula subaequalis är en dagsländeart som först beskrevs av Banks 1914.  Cinygmula subaequalis ingår i släktet Cinygmula och familjen forsdagsländor. Inga underarter finns listade i Catalogue of Life.